# Лък
 Тази статия е за оръжието.  За музикалната принадлежност вижте лък (музика).  
Лъкът е оръжие, предназначено за изстрелване на стрела. Исторически лъкът предхожда писаната история и е характерен за повечето култури. Стрелбата с лък е изкуството, умението и практиката на употребата му.

## История на лъка
Смята се, че лъкът като оръжие се появява през старокаменната епоха (VІІІ хил. пр.н.е.). Скалните рисунки (петроглифи) и находките на остриета за стрели от тази епоха очертават историческата граница на появата на лъка. Най-старият лък е открит в блатото Холмегаард в Дания и е датиран около VІ хил. пр.н.е. Това е прост дървен лък, приличащ много на по-късните средновековни дълги лъкове.

## Съставни части на лъка
Лъкът се състои от няколко съставни части:
- Кибит или тяло – работната част на лъка, служеща за съхраняване и отдаване на енергията, необходима за изстрелване на стрелата. Частта на лъка, обърната към стрелеца, обикновено се нарича корем, а частта, обърната към целта – гръб.
- Тетива – носещата част на лъка, придаваща ускорение на стрелата.
- Ръкохватка – частта на кибита, която стрелецът държи. Ръкохватката може да е в средата на кибита или да е разположена асиметрично.
- Рамо (или рог) – гъвкавата част на кибита, играеща ролята на пружина при опъване на тетивата.
- Край – служещата за прикрепване на тетивата част от кибита.
- Ухо – изрязаната част на края, служеща за закачване на тетивата.

## Видове лъкове
Лъковете най-общо могат да се разделят на прости и сложни.
- Прости (или единични) лъкове (Self bow) са тези, които са изработени от един материал – обикновено дърво.
- При сложните лъкове няма утвърдена класификация. Различните автори различават сложни, съединени, усилени, ламинирани, съставни и сложно-съставни лъкове. Съществуват и други определения. Тези типологични различия се правят не само въз основа на материалите, използвани при изработване на сложния лък (дърво, сухожилия, рог и кост), но и въз основа на технологиите, използвани за съединяването им (лепене, оплитане и пр.)

Сложните лъкове могат да се разделят на:
- Усилени – те се състоят от един основен материал на кибита им (обикновено дърво) и втори слой от еластичен материал. Това евентуално може да е друг вид дърво, но по-често се използва слой от сухожилия.
- Ламинираните са изработени от три или повече слоя сходен материал, обикновено различни по гъвкавост видове дърво.
- Съставните (наричани понякога сложно-съставни) са направени в повечето случаи от разнороден материал – дърво, рог и сухожилия. При тях всеки слой може да бъде оформен от няколко отделни детайла.

## Механика
Стрелбата се осъществява за сметка на мускулната сила на човека, която лъкът акумулира в потенциална енергия за сметка на огъващите се части, а след това, при отпускане на тетивата, преобразува в кинетична енергия и я отдава на стрелата.

## Изработване на лък
Един от основните материали за изработване на лъка е дървото. В различните епохи, в различните културни традиции и географски региони са се използвали най-различни видове дървесина.
Най-често използваните видове дърво са ясен, тис, кедър, бреза, лешник, маклура (Osage orange), салкъм и редица тропически видове.
Съществуват лъкове, изработени изцяло от рог (с използване на сухожилия за усилване и/или за свързване на отделните части).
В Азия (напр. в Индия) през Средновековието са се използвали и лъкове, изработени от метал.